# Mistrzostwa Europy w Wioślarstwie 2010 – dwójka podwójna kobiet
Dwójka podwójna kobiet (W2x) – konkurencja rozgrywana podczas Mistrzostw Europy w Wioślarstwie 2010 w Montemor-o-Velho między 10 a 12 września.

## Harmonogram konkurencji
| Wydarzenie                  | Runda      |
| --------------------------- | ---------- |
| Piątek, 10 września 2010    | Eliminacje |
| Sobota, 11 września 2010    | Repasaże   |
| Niedziela, 12 września 2010 | Finał B    |
| Niedziela, 12 września 2010 | Finał A    |

## Medaliści
| Złoto                                           | Srebro                                         | Brąz                                             |
| Niemcy · Annekatrin Thiele · Stephanie Schiller | Polska · Magdalena Fularczyk · Julia Michalska | Włochy · Laura Schiavone · Elisabetta Sancassani |

## Wyniki

### Eliminacje
Reguła kwalifikacji: 1 → FA, 2.. → R

#### Eliminacje 1
| Miejsce | Zawodnik                             | Kraj      | Czas    | Uwagi |
| ------- | ------------------------------------ | --------- | ------- | ----- |
| 1       | Annekatrin Thiele Stephanie Schiller | Niemcy    | 7:06,48 | FA    |
| 2       | Jitka Antošová Lenka Antošová        | Czechy    | 7:18,02 | R     |
| 3       | Gabrielė Albertavičiūtė Lina Šaltytė | Litwa     | 7:24,15 | R     |
| 4       | Mihaela Petrilă Elena Trifoi         | Rumunia   | 7:27,08 | R     |
| 5       | Minna Nieminen Sanna Stén            | Finlandia | 7:27,39 | R     |
| 6       | Julija Kalinowska Julia Czagina      | Rosja     | 7:30,55 | R     |

#### Eliminacje 2
| Miejsce | Zawodnik                                      | Kraj     | Czas    | Uwagi |
| ------- | --------------------------------------------- | -------- | ------- | ----- |
| 1       | Laura Schiavone Elisabetta Sancassani         | Włochy   | 7:05,73 | FA    |
| 2       | Magdalena Fularczyk Julia Michalska           | Polska   | 7:08,55 | R     |
| 3       | Julija Biczyk Taciana Kuchta                  | Białoruś | 7:14,20 | R     |
| 4       | Triantafyllia Kalampoka Aikaterini Nikolaidou | Grecja   | 7:19,15 | R     |
| 5       | Ołena Ołefirenko Natalija Lalczuk             | Ukraina  | 7:20,77 | R     |
| 6       | Lisbet Jakobsen Lea Jakobsen                  | Dania    | 7:25,43 | R     |

### Repasaże
Reguła kwalifikacji: 1-2 → FA, 3... → FB

#### Repasaże 1
| Miejsce | Zawodnik                                      | Kraj      | Czas    | Uwagi |
| ------- | --------------------------------------------- | --------- | ------- | ----- |
| 1       | Julija Biczyk Taciana Kuchta                  | Białoruś  | 7:17,46 | FA    |
| 2       | Jitka Antošová Lenka Antošová                 | Czechy    | 7:17,57 | FA    |
| 3       | Triantafyllia Kalampoka Aikaterini Nikolaidou | Grecja    | 7:29,40 | FB    |
| 4       | Minna Nieminen Sanna Stén                     | Finlandia | 7:33,50 | FB    |
| 5       | Julija Kalinowska Julia Czagina               | Rosja     | 7:33,59 | FB    |

#### Repasaże 2
| Miejsce | Zawodnik                             | Kraj    | Czas    | Uwagi |
| ------- | ------------------------------------ | ------- | ------- | ----- |
| 1       | Magdalena Fularczyk Julia Michalska  | Polska  | 7:14,06 | FA    |
| 2       | Ołena Ołefirenko Natalija Lalczuk    | Ukraina | 7:18,57 | FA    |
| 3       | Lisbet Jakobsen Lea Jakobsen         | Dania   | 7:18,75 | FB    |
| 4       | Gabrielė Albertavičiūtė Lina Šaltytė | Litwa   | 7:32,57 | FB    |
| 5       | Mihaela Petrilă Elena Trifoi         | Rumunia | 7:34,29 | FB    |

### Finał B
| Miejsce | Zawodnik                                      | Kraj      | Czas    | Uwagi |
| ------- | --------------------------------------------- | --------- | ------- | ----- |
| 1       | Triantafyllia Kalampoka Aikaterini Nikolaidou | Grecja    | 7:16,18 |       |
| 2       | Lisbet Jakobsen Lea Jakobsen                  | Dania     | 7:17,23 |       |
| 3       | Gabrielė Albertavičiūtė Lina Šaltytė          | Litwa     | 7:17,42 |       |
| 4       | Minna Nieminen Sanna Stén                     | Finlandia | 7:23,62 |       |
| 5       | Mihaela Petrilă Elena Trifoi                  | Rumunia   | 7:24,96 |       |
| 6       | Julija Kalinowska Julia Czagina               | Rosja     | 7:25,05 |       |

### Finał A
| Miejsce | Zawodnik                              | Kraj     | Czas    | Uwagi |
| ------- | ------------------------------------- | -------- | ------- | ----- |
|         | Annekatrin Thiele Stephanie Schiller  | Niemcy   | 6:49,87 |       |
|         | Magdalena Fularczyk Julia Michalska   | Polska   | 6:51,86 |       |
|         | Laura Schiavone Elisabetta Sancassani | Włochy   | 6:53,39 |       |
| 4       | Julija Biczyk Taciana Kuchta          | Białoruś | 6:55,48 |       |
| 5       | Jitka Antošová Lenka Antošová         | Czechy   | 6:56,82 |       |
| 6       | Ołena Ołefirenko Natalija Lalczuk     | Ukraina  | 7:00,65 |       |